# Friedrich Otto von Wittenhorst-Sonsfeld

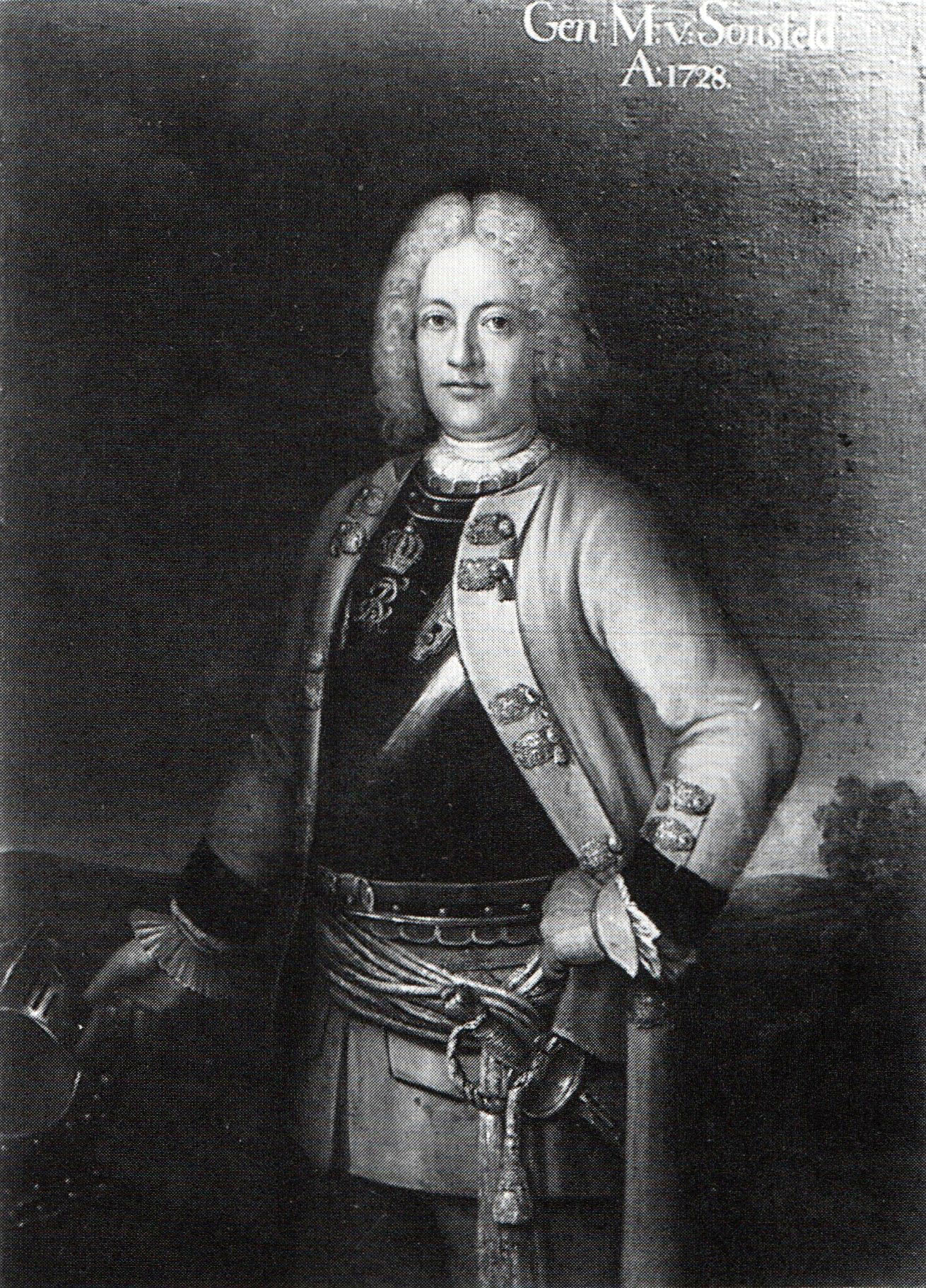
Friedrich Otto von Wittenhorst-Sonsfeld.

Freiherr Friedrich Otto von Wittenhorst-Sonsfeld (* 1680; † 10. März 1755) war ein königlich preußischer Generalleutnant und Chef des Dragoner-Regiments Nr. 2. Zudem war er residierender Komtur von Wietersheim sowie Drost von Emmerich, Huissen und Sevenaer.
Er war Angehöriger des Adelsgeschlecht Wittenhorst-Sonsfeld. Seine Eltern waren der Generalleutnant Friedrich Wilhelm von Wittenhorst-Sonsfeld und dessen Frau Amalie Henriette von Schwerin († 1699), Tochter des Oberpräsidenten Otto von Schwerin.

## Leben
Am 6. Dezember 1709 wurde er Hauptmann im Kürassier-Regiment Nr. 6 und kurz danach Major. Am 4. Februar 1712 wurde er Oberstleutnant im Regiment Nr. 7, am 28. August 1718 wurde er Oberst im Regiment Nr. 11. Zu diesem Zeitpunkt hat er bereits im spanischen Erbfolgekrieg, unter anderem in der Schlacht bei Malplaquet und im Pommernfeldzug 1715/1716 gekämpft.
1725 bekam er das neue Dragoner-Regiment Nr. 2, 1728 wurde er Generalmajor und nahm am Rheinfeldzug von 1734 teil. Am 25. Juni 1739 wurde er zum Generalleutnant erhoben. Im Jahr 1742 nahm er seinen Abschied und zog sich auf seine Güter im Herzogtum Kleve zurück. Bis 1728 baute er Haus Aspel, in das sein Vater um 1707 den Familiensitz verlegt hatte, weiter aus. Nördlich des alten, abgebrochenen Schlosses Sonsfeld legte er einen Landschaftspark, das Friedrich Büschken an. 1747 erhielt er die Johanniterkommende von Wietersheim.
Er starb am 10. März 1755 auf seinen Gütern.

## Familie
Er heiratete 1728 oder 1729 Anna Dorothea von Schwerin (1709–1768). Sie war Tochter des Oberstleutnants Philipp Julius von Schwerin, Erbherr auf Rehberg und Lautzern. Ihre Mutter war Esther Eleonore von Bork auf dem Hause Regenwalde. Er hatte mehrere Kinder mit seiner Frau unter anderen:
- Friedrich Wilhelm (1729–1789), Herr zu Aspel, preußischer Offizier[2]
- Wilhelmina Charlotte Dorothea (* 29. Juli 1732; † 28. Juli 1776) ⚭ Johann Jakob von Collas (1721–1792)
- Ludwig Otto (* 1738), preußischer Offizier, im Siebenjährigen Krieg gefallen
- August Ludwig Christoph (1741–1801), Herr zu Sonsfeld
- Johann Georg (1743–1792), preußischer Offizier

Bekannt wurde die Musiksammlung des Generals, deren Reste – zu denen eine Flötensonate der preußischen Komponistin Markgräfin Wilhelmine von Bayreuth (1709–1758) gehört – sich heute in Schloss Herdringen befinden. Der Katalog (MS), begonnen 1728 und bis 1760 vervollständigt wurde unter seinem Namen: Des Herren General Major Frey Herrn Von Sons Feldt musicalisches Cathallogium bekannt. Seine Schwester,  Dorothea-Louise von Wittenhorst-Sonsfeldt (1681–1746), eine ehemalige Hofdame der ersten Preußischen Königin Sophie Charlotte (1668–1705), war Wilhelmines Hofmeisterin in Bayreuth.